# Carl Frederik Holm
|  | For embeds- og folketingsmanden med samme navn, se C.F. Holm |
Carl Frederik Holm (1822 i København – 1890) var en dansk gørtler og bronzestøber, der har støbt en række kendte skulpturer i anden halvdel af 1800-tallet.
Han var søn af snedker, kgl. opsynsbetjent ved politiet Peter Frederik Holm (1785-1860) og Sophie Margrethe født Poulsen (1790-1875) og yngre bror til kgl. kapelmusikus og balletrepetitør Vilhelm Holm (1820-1886).
Holm havde værksted i Gammel Mønt i København og supplerede senere dette med endnu et støberi på Nørrebro på hjørnet af Dagmarsgade og Thorsgade.
Holm har bl.a. støbt H.W. Bissens Den tapre Landsoldat i Fredericia (1851) og Bissens buste af H.C. Ørsted (original i marmor fra 1850).
I støberiet på Nørrebro støbtes J.A. Jerichaus statue af H.C Ørsted, der blev opsat i Ørstedsparken og afsløret i 1876, August Saabyes H.C. Andersen-statue til Kongens Have 1880, og Niels Juels bronzestatue udført af billedhuggeren Th. Stein og placeret i Holmens Kanal 1881. Carl Frederik Holm har også udført støbearbejdet til Ivar Huitfeldt-monumentet, der blev placeret på Langelinie i 1886 og modelleret af F.E. Ring. Niels Ebbesen-statuen i Randers er også udført af Holm 1882 efter skulptur af Ring.
Han var gift med Juliane Mulwad.